# 秋燈叢話
『秋燈叢話』（しゅうとうそうわ）は、中国の清代の王椷撰の文言小説集である。18巻644篇。

## 概要
撰述年は不明であるが、胡高望（中国語版） による序文があり、1777年（乾隆42年）の日付がある。しかし1778年から1780年までの事件に言及した作品があり、それらが13巻以降に集中しているため、はじめ王椷は12巻の作品としてまとめ、胡高望の序文をもらってから刊行までの期間に撰述を続け、6巻を加えて18巻としたものが、1791年に巾箱本（縮刷本）が刊行されていることから、1781年から1790年までの10年の期間に刊行したものと推定される。したがって子不語より少し前に刊行されていることになり、そのため聊斎志異の影響が強いとされる。

## 日本語訳書
- 前野直彬 訳 『閲微草堂筆記 子不語 述異記 秋燈叢話 諧鐸 耳食録』 平凡社〈中国古典文学大系 42〉、1971年 ISBN 978-4582312423。「秋燈叢話」644編中30篇の抄訳。

## 注・出典
1. ↑  おうかん、山東省登州府福山県の生まれ、生没年不詳、字を凝斎（ぎょうさい）という。
2. ↑  文言小説とは、宋代以後の中国小説史の上で、大きな比重を占めてはいなかったために、形態名が与えられていなかったこの分野に対し、前野直彬が仮に付けた呼称である。平凡社 中国古典文学大系 42 解説 p.503。
3. ↑  国立国会図書館デジタルコレクションに1812年（嘉慶17年）刊の8冊本の影印が公開されている。秋燈叢話18卷。
4. ↑  ここうぼう、1730-1798年。
5. ↑  中国古典文学大系 42、解説 p.514-515。